# Olga Korbut
Olga Korbut (in bielorusso Вольга Валянцінаўна Корбут?, Vol’ha Valjancinaŭna Korbut, in russo Ольга Валентиновна Корбут?, Ol’ga Valentinovna Korbut; Hrodna, 16 maggio 1955) è un'ex ginnasta sovietica naturalizzata statunitense, vincitrice di sei medaglie olimpiche.
Soprannominata il passerotto di Minsk per il suo fisico esile e le sue origini bielorusse, vive negli Stati Uniti (Paese del quale dal 2000 è cittadina) dal 1991 ed ha intrapreso l'attività di allenatrice di ginnastica.
È celebre anche per il "Korbut flip" (o "Dead Loop"), uno spettacolare e complesso esercizio che ella eseguì, per la prima volta nella storia, alle parallele asimmetriche alle Olimpiadi di Monaco di Baviera del 1972, in seguito bandito dalla Federazione Internazionale di Ginnastica per la sua pericolosità.

## Biografia
Nata a Hrodna, nella repubblica sovietica di Bielorussia, da Valentin, ingegnere, e Valentina Korbut, cuoca, era la più giovane di quattro sorelle.
La Korbut, all'età di 11 anni, entra nella scuola sportiva sovietica diretta dal futuro allenatore Renald Knyš.
Nel 1978 sposa il musicista Leonid Bortkevič, cantante dei Pesnjary, matrimonio che finirà nel 2000.
Nel 1979 nasce il figlio Richard; in seguito allo scioglimento dell'URSS nel 1991 si trasferisce negli Stati Uniti, dei quali diviene cittadina qualche anno dopo. Si stabilisce a Scottsdale, Arizona, dove dirige l'accademia di ginnastica da lei fondata.

### Carriera
Termina quinta nella sua prima partecipazione ai Campionati sovietici del 1969, mentre l'anno seguente vince l'oro al volteggio. A causa di infortuni e malattia non è in grado di gareggiare in molti dei tornei che precedono le Olimpiadi del 1972. In quell'edizione dei giochi olimpici affascina il pubblico di Monaco, dove diviene la prima ginnasta ad eseguire un salto mortale all'indietro alle parallele asimmetriche, oggi vietato a causa dell'alta possibilità di riportare danni permanenti se lo si esegue in maniera sbagliata. Vince tre medaglie d'oro alla trave, al corpo libero e nella gara a squadre (insieme a Ljudmila Turiščeva, Tamara Lazakovič, Ljubov' Burda, Elvira Saadi, Antonina Košel), e una d'argento nelle parallele asimmetriche.
Nel 1973 vince i Giochi Studenteschi russi e quelli mondiali, e una medaglia d'argento ai Campionati europei. Nel 1976 ai Giochi Olimpici di Montreal vince la medaglia d'oro della gara a squadre e un argento alla trave. La Korbut nella sua carriera ha inventato e dato il suo nome a diversi elementi: il più conosciuto e tutt'oggi popolare è il Korbut alla trave (un flic-flac con un’alta fase di volo e discesa alla seduta divaricata trasversale, con valore B).
Successivamente si laurea all'Istituto pedagogico di Hrodna nel 1977, ritirandosi dalle competizioni subito dopo.

### Dopo il ritiro
Nel giugno del 1999 rilascia un'intervista al quotidiano russo Komsomol'skaja Pravda dove parla delle violenze subite da parte del suo allenatore Renald Knyš, che messo sotto inchiesta viene assolto per mancanza di prove, affermando "La verità è che molte ginnaste non erano solo 'macchine sportive', ma anche schiave del sesso per i loro allenatori. Io ero una di loro".
Nel febbraio del 2017 i giornali russi annunciano la vendita da parte della ginnasta di una parte delle medaglie vinte nella sua carriera sportiva per far fronte a problemi di natura finanziaria. Lei ha negato il fatto via Twitter, ma la casa d'aste Heritage Auctions ha confermato che un lotto di 32 cimeli dell'ex atleta sono stati messi in aste online e sono stati tutti venduti. Sembra che la Korbut abbia ricavato tra i 230.000 dollari e 330.000 dollari lordi dalla vendita, tra cui 66.000 dollari per il pezzo più prezioso, la medaglia d'oro a squadre dell'Olimpiade del 1972.

## Elementi eponimi[9]
Volteggio: ribaltata avanti con un avvitamento nella prima fase di volo e un altro avvitamento nella seconda (valore: 3.6); ribaltata avanti con un avvitamento nella prima fase di volo (valore: 3.2)
Parallele: salto all'indietro dallo staggio alto con ripresa sullo stesso staggio; salto indietro teso partendo dallo staggio alto e sorvolando lo staggio basso (entrambi non più presenti nel Codice)
Trave: flic-flac con un’alta fase di volo e discesa alla seduta divaricata trasversale (valore B); salto indietro raccolto sulla trave (presente nel Codice ma non con il suo nome); uscita in salto raccolto avanti (presente nel Codice ma non con il suo nome)